# In meiner Blüte
In meiner Blüte ist das fünfte Studioalbum des deutschen Rappers Shindy. Es erschien am 16. Juni 2023 über das Label Sony Music Entertainment.

## Hintergrund
Im August 2021 kündigte Shindy mit der Veröffentlichung der Single Im Schatten der Feigenbäume ein neues Album für Ende 2021 an. Im September folgte die zweite Single Mandarinen. Als Veröffentlichungsdatum für das Album wurde der 12. November genannt. Knapp drei Wochen vor dem geplanten Releasetermin gab Shindy jedoch über Instagram bekannt, dass das Albumrelease auf unbestimmte Zeit verschoben wird. Als Grund für die Verschiebung gab er an, dass er sich in „mehr als fragwürdigen Vertragsverhältnissen“ befinde und sich dadurch „in den vergangenen Jahren diverse vertragliche und steuerliche Schwierigkeiten und Ungereimtheiten“ entwickelten. Auch eine für das Frühjahr 2022 geplant Tour wurde abgesagt. Im Juli 2022 wurde bekannt, dass die vertraglichen Schwierigkeiten und die damit einhergehende Verschiebung des Albums auf einem Zerwürfnis mit Shindys ehemaligem Geschäftspartner Alexander Klöpfer beruhen. Gemeinsam mit Klöpfer gründete Shindy 2019 das Label Friends with Money, über welches auch das Vorgängeralbum Drama erschien.
Im Sommer 2022 erschienen die Singles Hot Summer und Mami Freestyle ohne die Beteiligung seines alten Labels. Zudem wurde ein neuer Veröffentlichungstermin für In meiner Blüte genannt, das Album sollte am 23. September 2022 erscheinen. Nur wenige Tage vor der Veröffentlichung wurde das Album jedoch erneut auf unbestimmte Zeit verschoben.
Das Album erschien schließlich am 16. Juni 2023 über Sony Music Entertainment. Zuvor wurden zwischen März und Mai 2023 mit Geld machen Jung, Bayern Freestyle und Cent’anni drei weitere Singles veröffentlicht. Alle in den Jahren 2021 und 2022 veröffentlichten Singles, die ursprünglich als Albumtracks eingeplant waren, sind jedoch nicht auf dem Album enthalten.

## Musik und Inhalt
Anders als das Vorgängeralbum Drama, welches komplett von OZ, Nico Chiara und Shindy selbst produziert wurde, waren an der Produktion von In meiner Blüte zahlreiche Produzenten beteiligt. OZ wirkte dabei an sieben, der deutsche Musikproduzent CAZ an sechs Produktionen mit. Die Beats des Albums sind vom US-Rap der 2000er-Jahre beeinflusst und enthalten häufig Samples, dem Instrumental von September liegt zum Beispiel eine gesampelte Melodie aus dem Lied Veridis Quo von Daft Punk zugrunde.
Im Vergleich zu seinen früheren Alben enthält In meiner Blüte deutlich weniger Battlerap-Elemente. Die für Shindy typischen Themen und Stilmittel, etwa seine Vorliebe für Luxusartikel und seine arrogante Vortragsweise, sind aber auch auf diesem Album stark vertreten. Shindy, der 2022 aus seinem Geburtsort Bietigheim-Bissingen nach München zog, rappt auch vermehrt über den Lifestyle der reichen Oberschicht in München. Auf einigen Songs des Albums thematisiert er jedoch auch seine persönliche Vergangenheit und würdigt ihn prägende Familienmitglieder. So ist zum Beispiel das Lied Kosta's Freestyle seinem bereits verstorbenen Onkel gewidmet.
In meiner Blüte enthält zwei Gastbeiträge anderer Künstler. Auf Steps ist der deutsche Singer-Songwriter Nico Santos zu hören, während How Come? eine Hook des US-amerikanischen Sängers Nate Dogg enthält. Das posthume Feature mit dem 2011 verstorbenen Nate Dogg kam über Kontakte von Sony Music zum US-Rapper Daz Dillinger, einem Weggefährten Nate Doggs, zustande.

## Vermarktung
In meiner Blüte erschien sowohl auf CD als auch digital zum Download und Streaming. Zudem wurde eine auf 3000 Stück limitierte Deluxe-Box angeboten, die neben der Album-CD auch einen Bademantel sowie ein 90 mal 90 Zentimeter großes Seidentuch enthält. Der Kaufpreis der Box beträgt 150 Euro, wodurch es sich um eine der teuersten Deluxe-Boxen im deutschen Rap handelt.

## Titelliste
| Nr.          | Titel                         | Produzent(en)                                     | Länge |
| ------------ | ----------------------------- | ------------------------------------------------- | ----- |
| 1.           | In meiner Blüte (Prolog)      | CAZ, J. Romenoe                                   | 2:57  |
| 2.           | Bayern Freestyle              | Shindy, OZ, DRTWRK                                | 2:23  |
| 3.           | Geld machen Jung              | OZ, Nik D                                         | 2:36  |
| 4.           | Cent’anni                     | OZ, Cubeatz, Daniel Delento                       | 2:05  |
| 5.           | All Eyez On Me                | Shindy, Beatzarre, Djorkaeff, Jeremia Anetor      | 2:33  |
| 6.           | Christmas at Harrods          | Shindy, Beatzarre, Djorkaeff, Chris Cronauer, CAZ | 2:44  |
| 7.           | September                     | Shindy                                            | 2:30  |
| 8.           | Old Money                     | JØHNNY, CAZ                                       | 3:16  |
| 9.           | Steps (feat. SANTOS)          | OZ, MD Beatz                                      | 2:46  |
| 10.          | Kosta's Freestyle             | Elyas, CAZ                                        | 2:14  |
| 11.          | Candy Rain                    | CAZ                                               | 2:42  |
| 12.          | Go to Church                  | OZ, Nik Dean                                      | 2:33  |
| 13.          | Oma's Hände                   | OZ, Nik Dean                                      | 3:06  |
| 14.          | Johannes der Täufer Freestyle | CAZ                                               | 1:57  |
| 15.          | How Come? (feat. Nate Dogg)   | Shindy                                            | 3:24  |
| 16.          | Märchen schreibt die Zeit     | OZ, Elyas, Nik D                                  | 3:18  |
| Gesamtlänge: | Gesamtlänge:                  | Gesamtlänge:                                      | 43:13 |

## Singleauskopplungen
Vor der Veröffentlichung des Albums wurden drei Titel als Singles veröffentlicht. Dabei erreichte die erste Single Geld machen Jung in Deutschland, Österreich und der Schweiz jeweils Top-10-Platzierungen. Auch die weiteren Singles Bayern Freestyle und Cent’anni konnten sich in der Veröffentlichungswoche in allen drei Ländern in den Charts platzieren.
Singles in den Charts

| Jahr | Titel            | Höchstplatzierung, Gesamtwochen, AuszeichnungChartplatzierungen (Jahr, Titel, , Platzierungen, Wochen, Auszeichnungen, Anmerkungen) | Höchstplatzierung, Gesamtwochen, AuszeichnungChartplatzierungen (Jahr, Titel, , Platzierungen, Wochen, Auszeichnungen, Anmerkungen) | Höchstplatzierung, Gesamtwochen, AuszeichnungChartplatzierungen (Jahr, Titel, , Platzierungen, Wochen, Auszeichnungen, Anmerkungen) | Anmerkungen                                  |
| Jahr | Titel            | DE | AT | CH | Anmerkungen                                  |
| --- | ---------------- | --- | --- | --- | -------------------------------------------- |
| 2023 | Geld machen Jung | DE5 (3 Wo.)DE | AT7 (2 Wo.)AT | CH6 (2 Wo.)CH | Erstveröffentlichung: 31. März 2023          |
| 2023 | Bayern Freestyle | DE30 (1 Wo.)DE | AT48 (1 Wo.)AT | CH31 (1 Wo.)CH | Erstveröffentlichung: 5. Mai 2023            |
| 2023 | Cent’anni        | DE22 (1 Wo.)DE | AT34 (1 Wo.)AT | CH19 (1 Wo.)CH | Erstveröffentlichung: 19. Mai 2023           |
| Folgende Lieder erschienen nicht als Single, wurden aber durch das Album zum Download und Streaming bereitgestellt und konnten somit eine Platzierung erlangen: |                  | | | |                                              |
| |                  | | | |                                              |
| 2023 | How Come?        | DE40 (1 Wo.)DE | — | CH52 (1 Wo.)CH | Charteinstieg: 23. Juni 2023 feat. Nate Dogg |
| 2023 | September        | — | — | CH25 (2 Wo.)CH | Charteinstieg: 25. Juni 2023                 |
| 2023 | All Eyez On Me   | — | — | CH98 (1 Wo.)CH | Charteinstieg: 25. Juni 2023                 |

## Rezeption

### Kritiken
Das Online-Magazin Laut.de bewertete In meiner Blüte mit drei von möglichen fünf Punkten. Redakteur Yannik Gölz hob die Produktion und den bildgewaltigen Erzählstil positiv hervor, kritisierte jedoch die thematische Ausrichtung des Albums als „Anbiederung an das Leben in besseren Kreisen“.
Maximilian Baran von Plattentests.de vergab sieben von zehn möglichen Punkten und lobte besonders die nostalgischen Elemente des Albums sowie die „Lyrics voller Anspielungen und endloser Referenzen“.

### Charts und Chartplatzierungen
In meiner Blüte stieg am 23. Juni 2023 auf Rang vier der deutschen Albumcharts ein. In den deutschen deutschsprachigen Albumcharts sowie den Hip-Hop-Charts erreichte das Album je den dritten Rang und musste sich in beiden Chartlisten Gartenstadt (Apache 207) und dem Spitzenreiter Liebe in Gefahr (Montez) geschlagen geben.
Es ist das erste Album von Shindy, das sich nicht auf Platz eins der deutschen Albumcharts platzieren konnte.
In Österreich stieg das Album am 27. Juni 2023 auf Rang zwei ein, nur In Times New Roman von Queens of the Stone Age konnte sich besser platzieren. In der Schweiz stieg es am 25. Juni 2023 auf Rang drei der Albumcharts ein und musste sich ebenfalls In Times New Roman sowie dem Spitzenreiter U.F.O. von Gölä geschlagen geben. In Deutschland ist In meiner Blüte das siebte Top-10- und zugleich Chartalbum für Shindy, in Österreich und der Schweiz ist es je sein sechstes Top-10- sowie Chartalbum.
| ChartsChartplatzierungen | Höchstplatzierung | Wochen |
| ------------------------ | ----------------- | ------ |
| Deutschland (GfK)        | 4 (6 Wo.)         | 6      |
| Österreich (Ö3)          | 2 (5 Wo.)         | 5      |
| Schweiz (IFPI)           | 3 (6 Wo.)         | 6      |

### Auszeichnungen
Der auf dem Album enthaltene Song September erhielt bei den Hiphop.de-Awards 2023 eine Auszeichnung für den „Beat des Jahres“.